# Citroën C-Elysée
Citroën C-Elysée — компактний автомобіль в кузові хетчбек і седан. Перше покоління вироблялося з 2008 по 2013 рік для внутрішнього китайського ринку Dongfeng Peugeot-Citroën Automobile, спільним підприємство між французькою групою PSA (Peugeot - Citroën) і китайським виробником Dongfeng Motor. Друге покоління виготовлялося з 2012 по 2022 роки і продавалося по всьому світу.

## Перше покоління (2008-2013)
C-Elysée першого покоління є результатом фейсліфтингу Citroën Elysée, що вперше був представлений 8 квітня 2008 року на Пекінському міжнародному автосалоні. Передню і задню частини автомобіля сильно переробили.

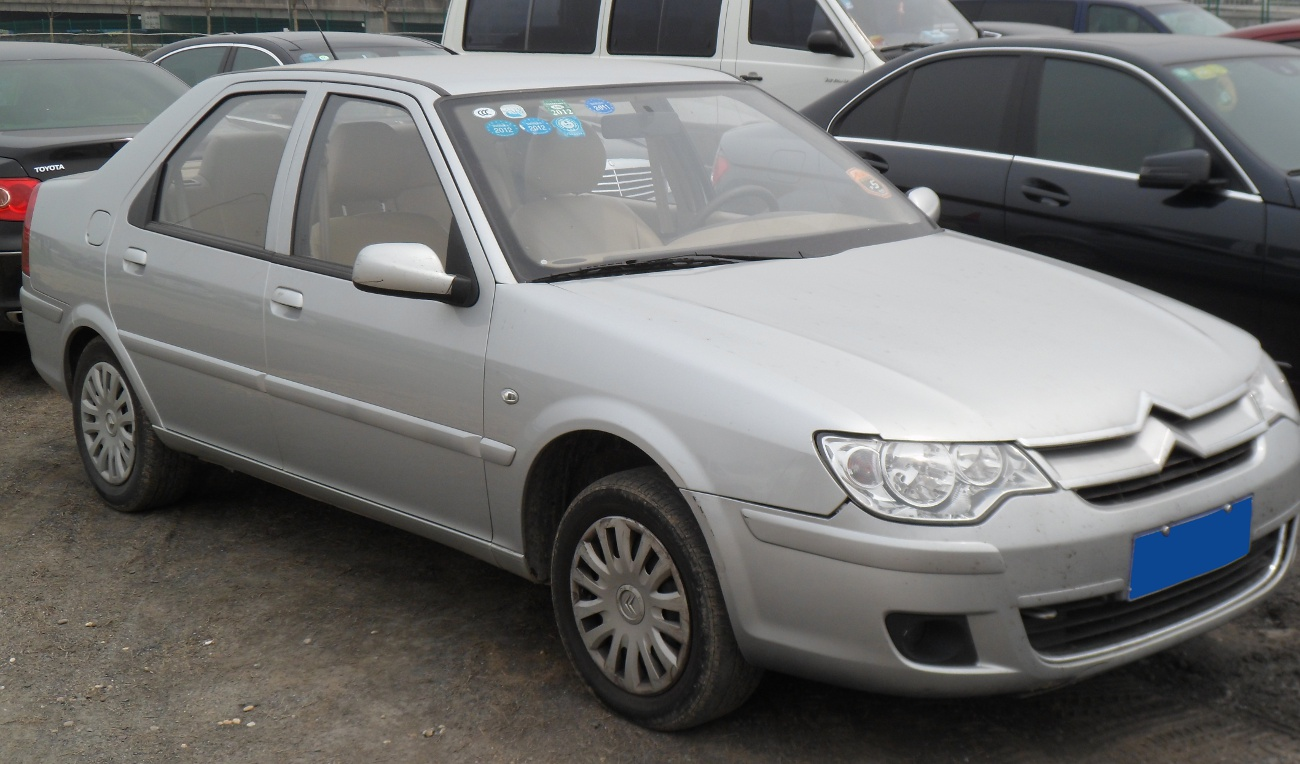
Citroën C-Elysée I (2008-2013)
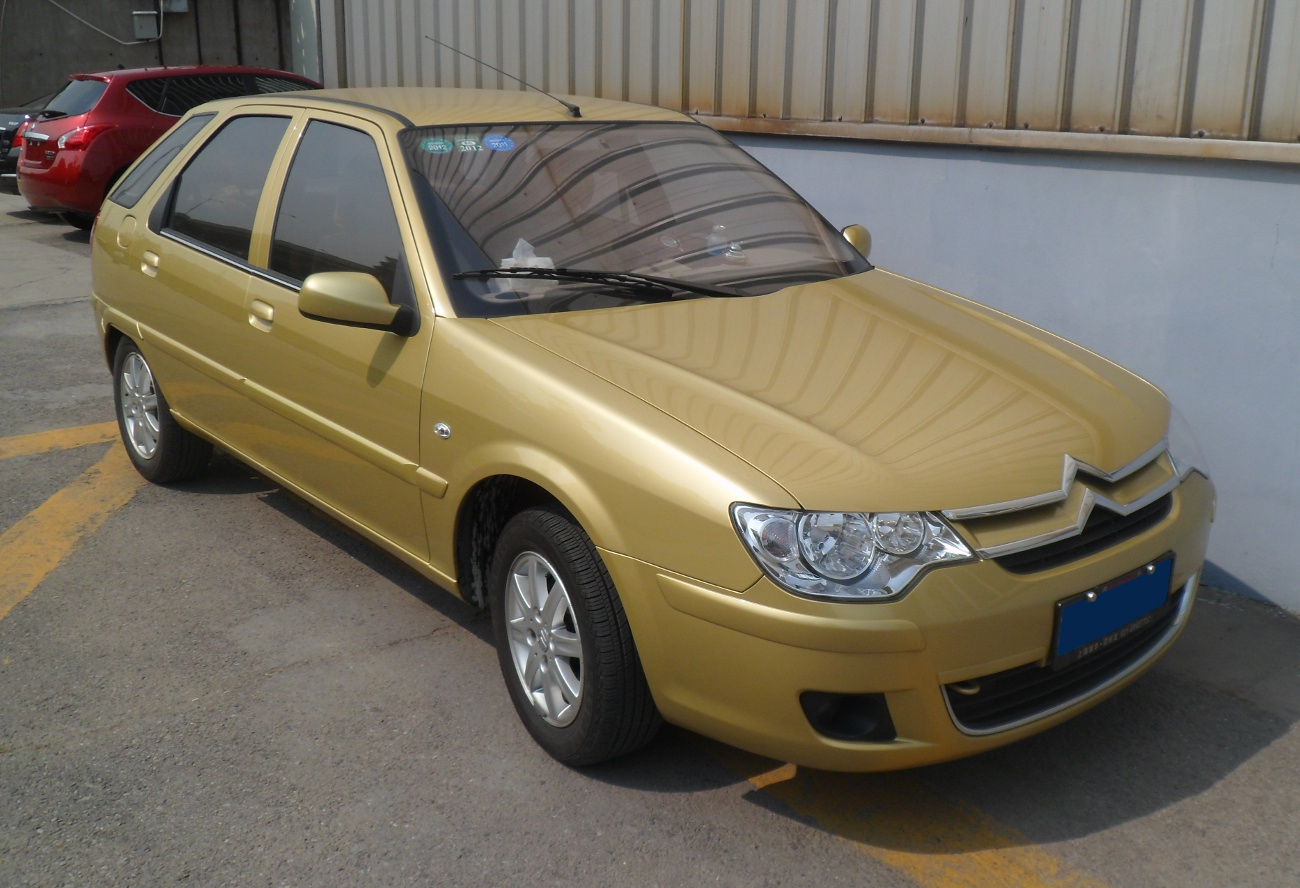
Citroën C-Elysée I хетчбек (2008-2013)
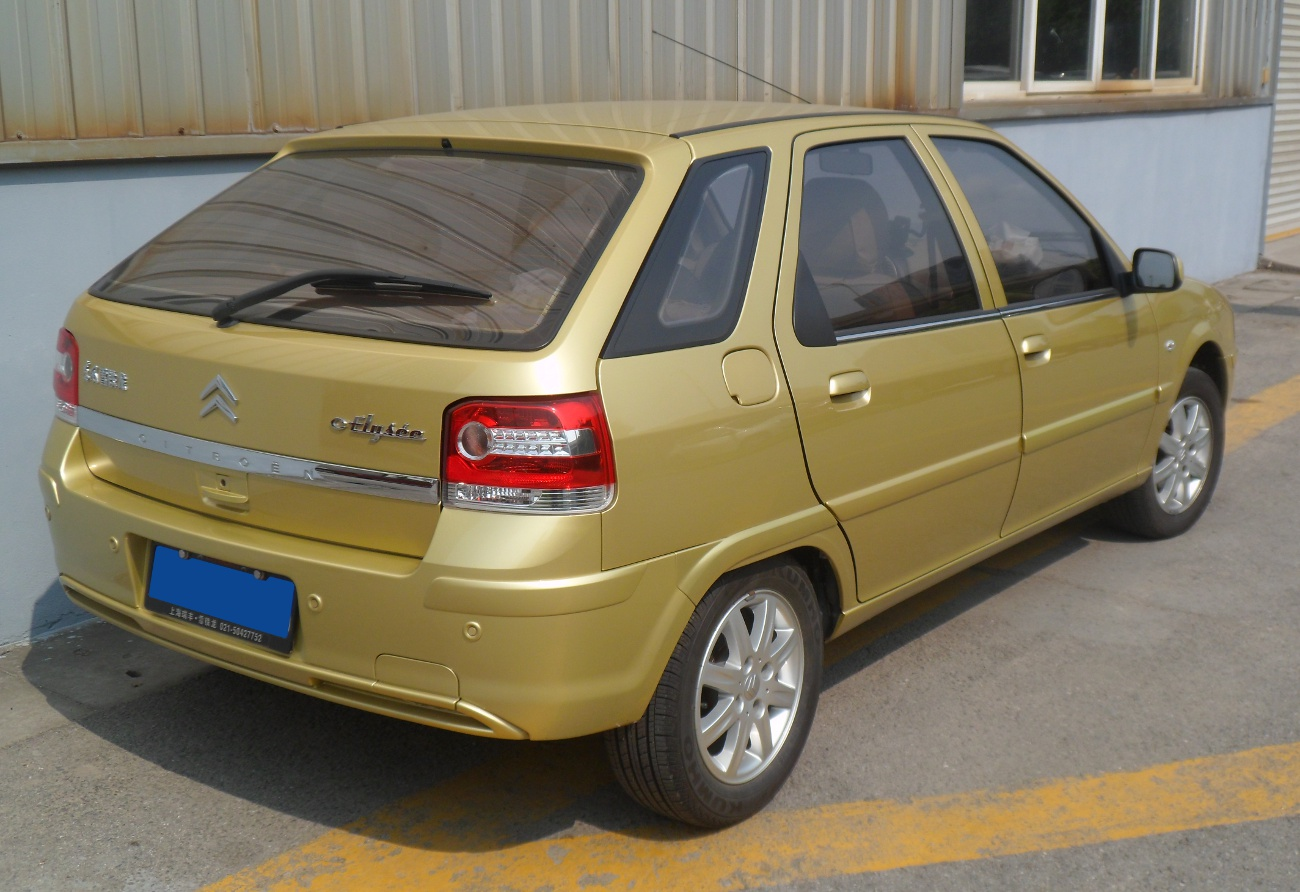
Citroën C-Elysée I хетчбек (2008-2013)

### Двигун
- 1.6 л N6A 10XA3A PSA I4

### Продажі
| Рік  | Виробництво | Продажі |
| 2009 | 76,000      | 75,500  |
| 2010 | 72,000      | 71,800  |
| 2011 | 66,327      | 65,545  |
| 2012 | 55,600      | 55,600  |
| 2013 | 55,100      | 55,900  |

## Друге покоління (2013-2022)

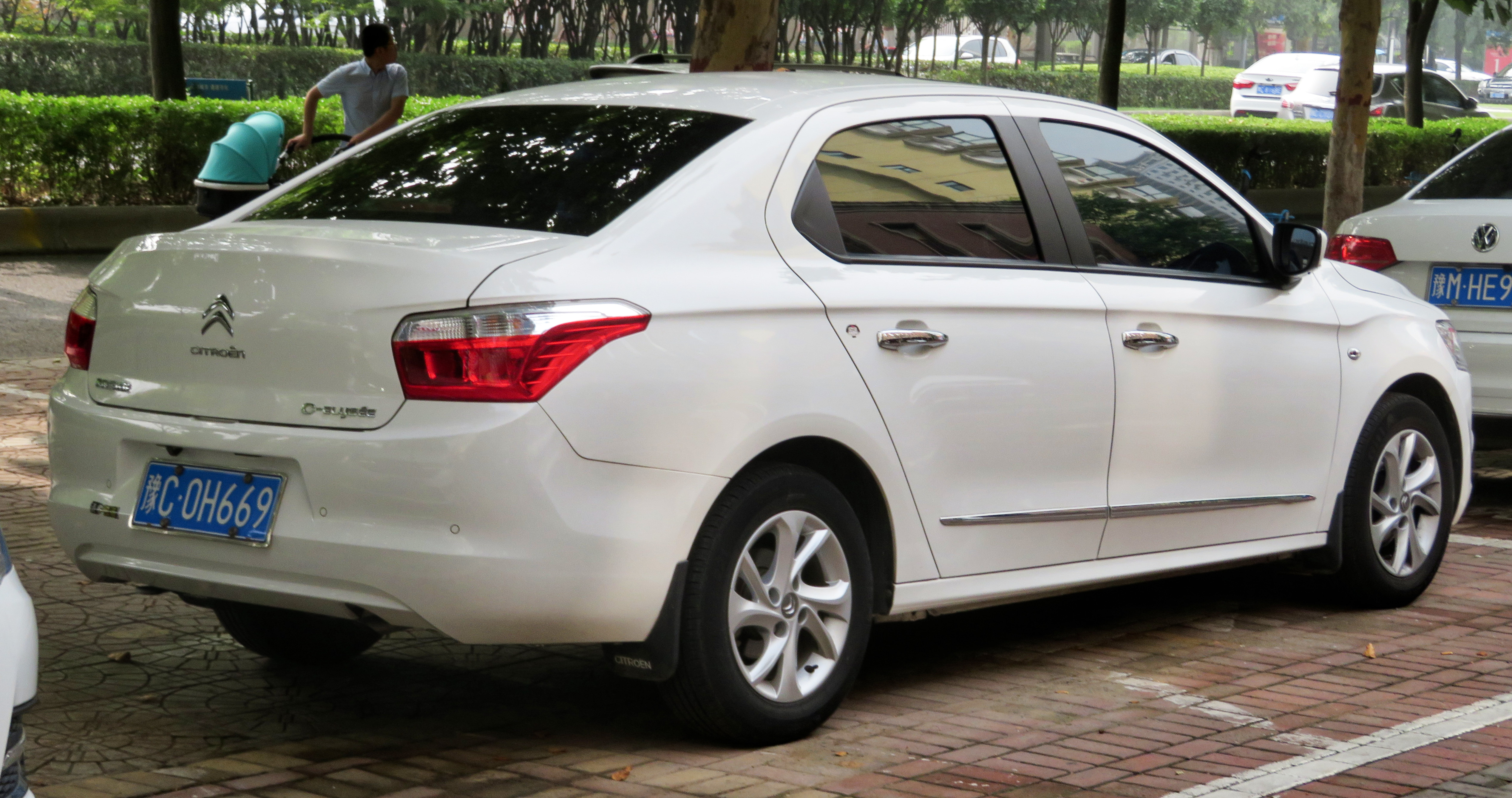
Citroën C-Elysée II

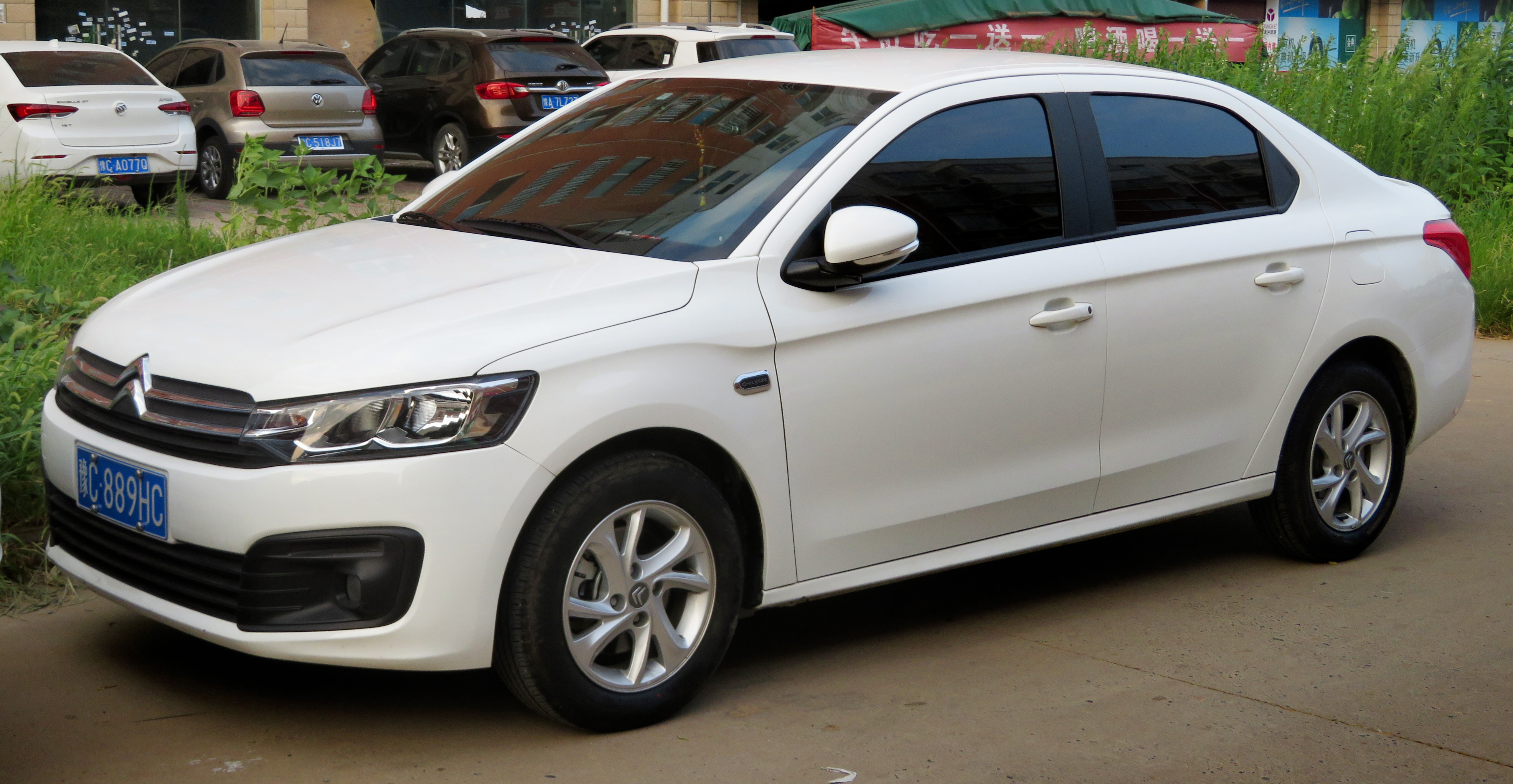
Citroën C-Elysée II (з 2017)

Друге покоління моделі під назвою Citroën C-Elysée дебютувало на автосалоні в Парижі 2012 року. Автомобіль виготовляється в місті Віго, Іспанія, поряд з Peugeot 301, який побудований з ним на одній платформі. Авто стало доступне для європейського ринку з березня 2013 року по 2019 рік, але досі продається в Південній Америці, Північній Африці та Малій Азії.
З 2014 по 2020 рік для азійського ринку C-Elysée із ДВЗ виготовлявся в Китаї на заводі Dongfeng Peugeot-Citroën Automobile, а електричні версії продовжують вироблятися.
C-Elysée оснащається двома бензиновими двигунами — 1.2 л потужністю 73 к.с. і 1.6 л, що видає 115 сил. Крім того, покупцям пропонують і 92-сильний дизель. Агрегатуються вони як з «механікою», так і з «роботом» і «автоматом» залежно від версії.
У базове оснащення входять антиблокувальна система, ESP, система допомоги при екстреному гальмуванні і чотири подушки безпеки.
Витрата палива Citroen C-Elysee становить 6 л на 100 км в місті і 4.3 л на шосе.
Citroen C-Elysee вміщує 5 осіб, об'єм багажника 506 літрів.
У квітні 2016 року Citroën представив на Пекінському автосалоні електричну версію під назвою Citroën E-Elysée.

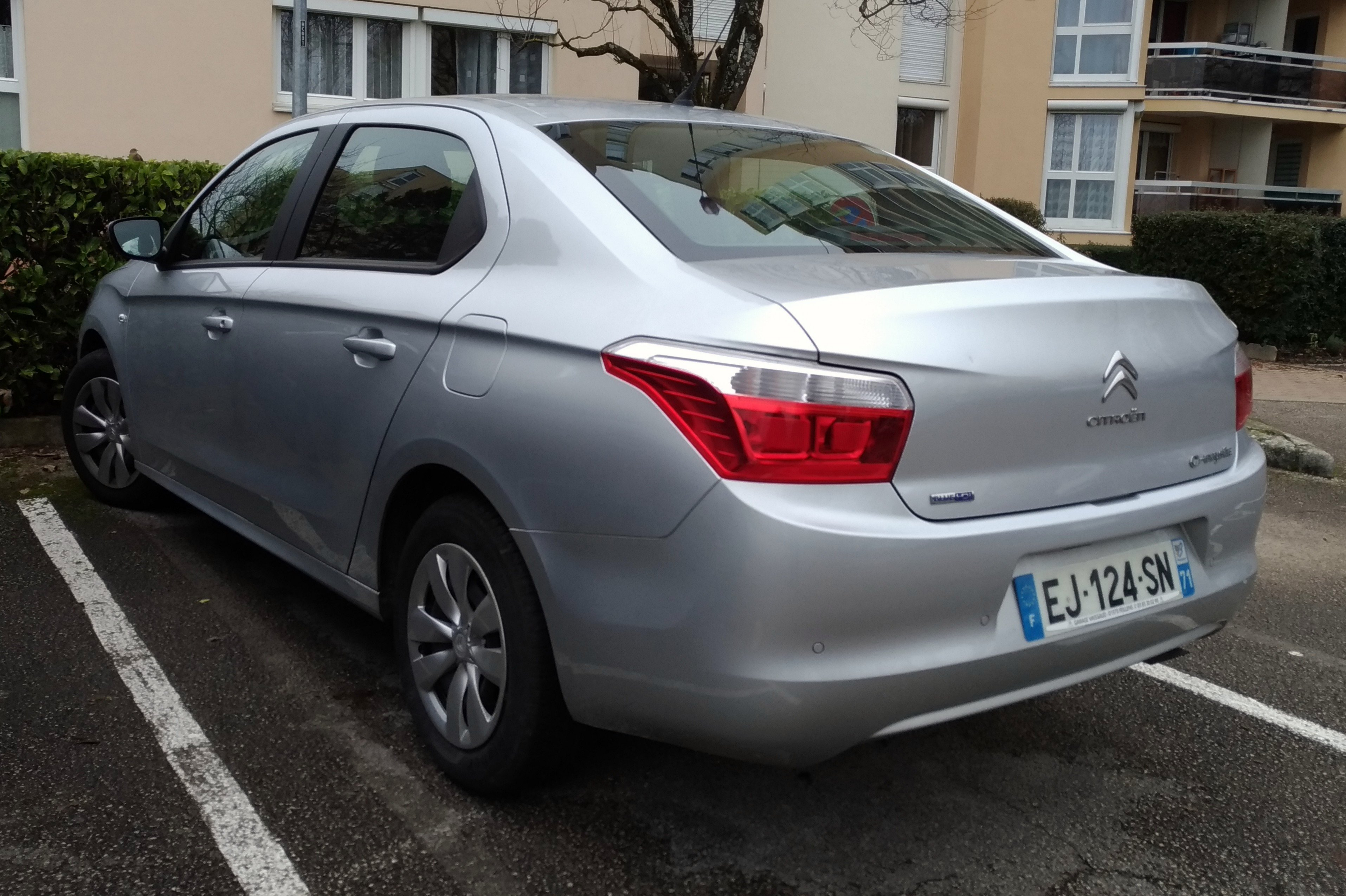
Citroën C-Elysée фаза 1
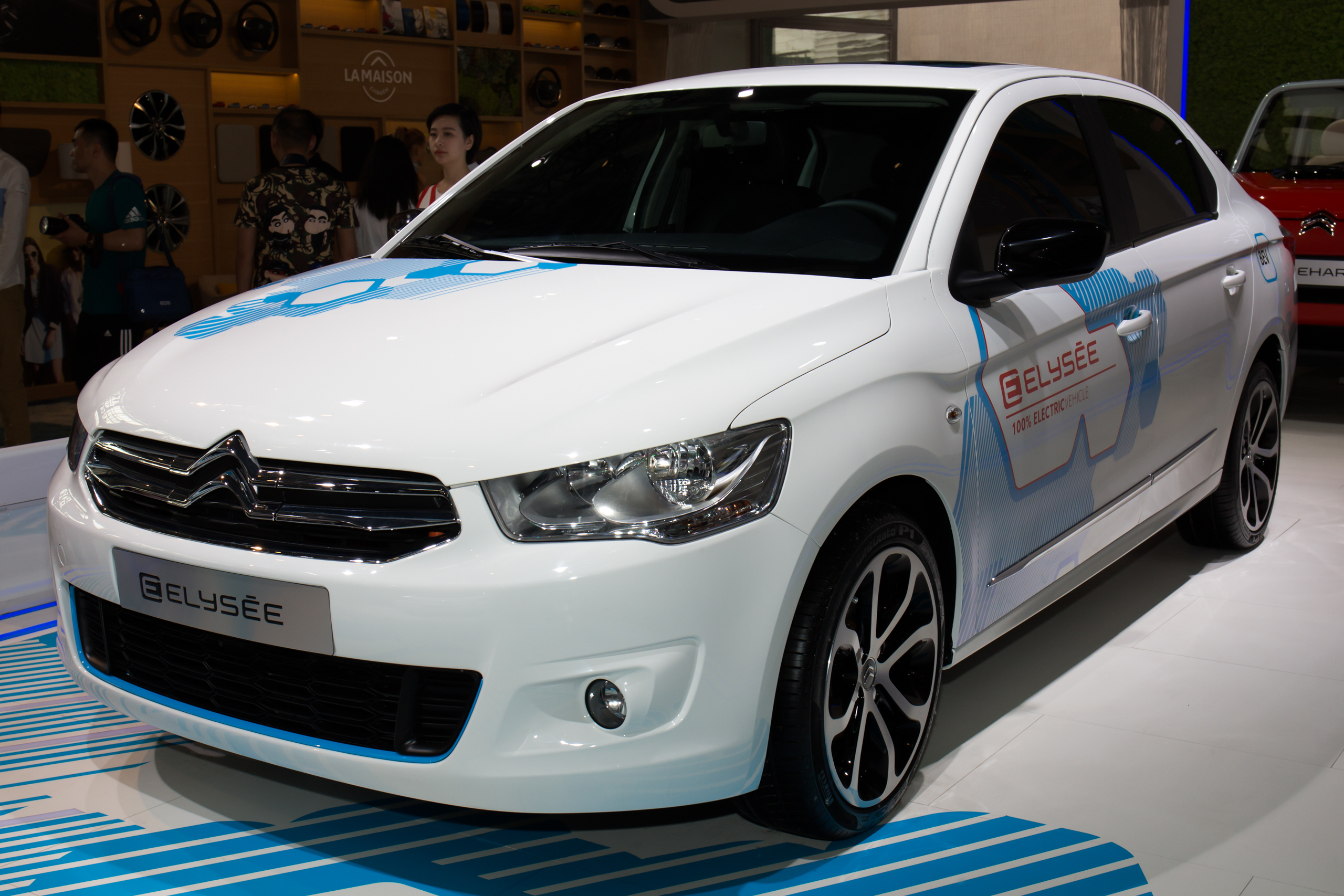
Citroën E-Elysée

14 листопада 2016 року авто було представлено у рестайлінговій версії. Решітка радіатора розширюється і оточує фари, які перероблені в хром, задні ліхтарі з 3D-ефектом, а в інтер'єрі з'являється нова мультимедійна система.

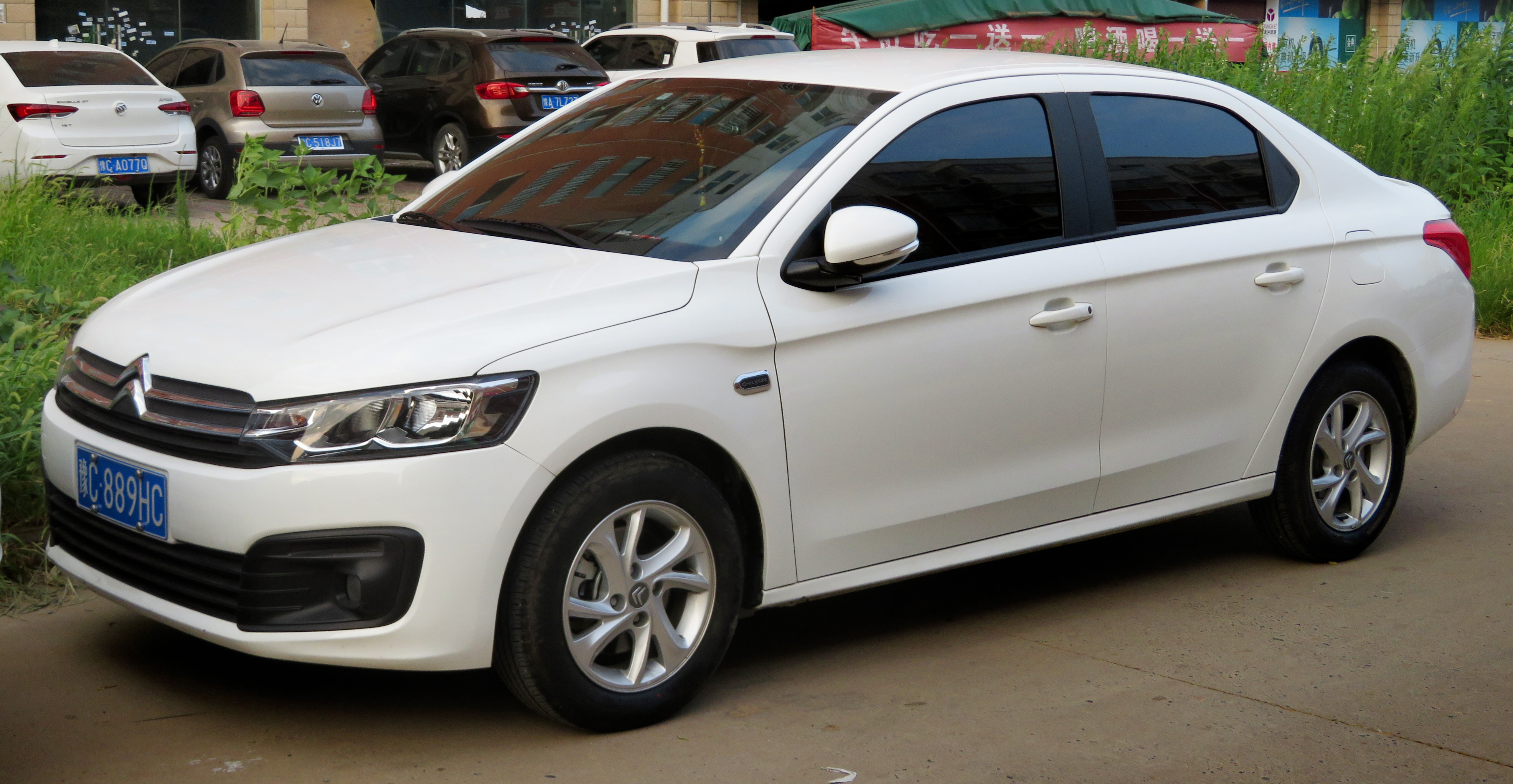
Citroën C-Elysée фаза 2
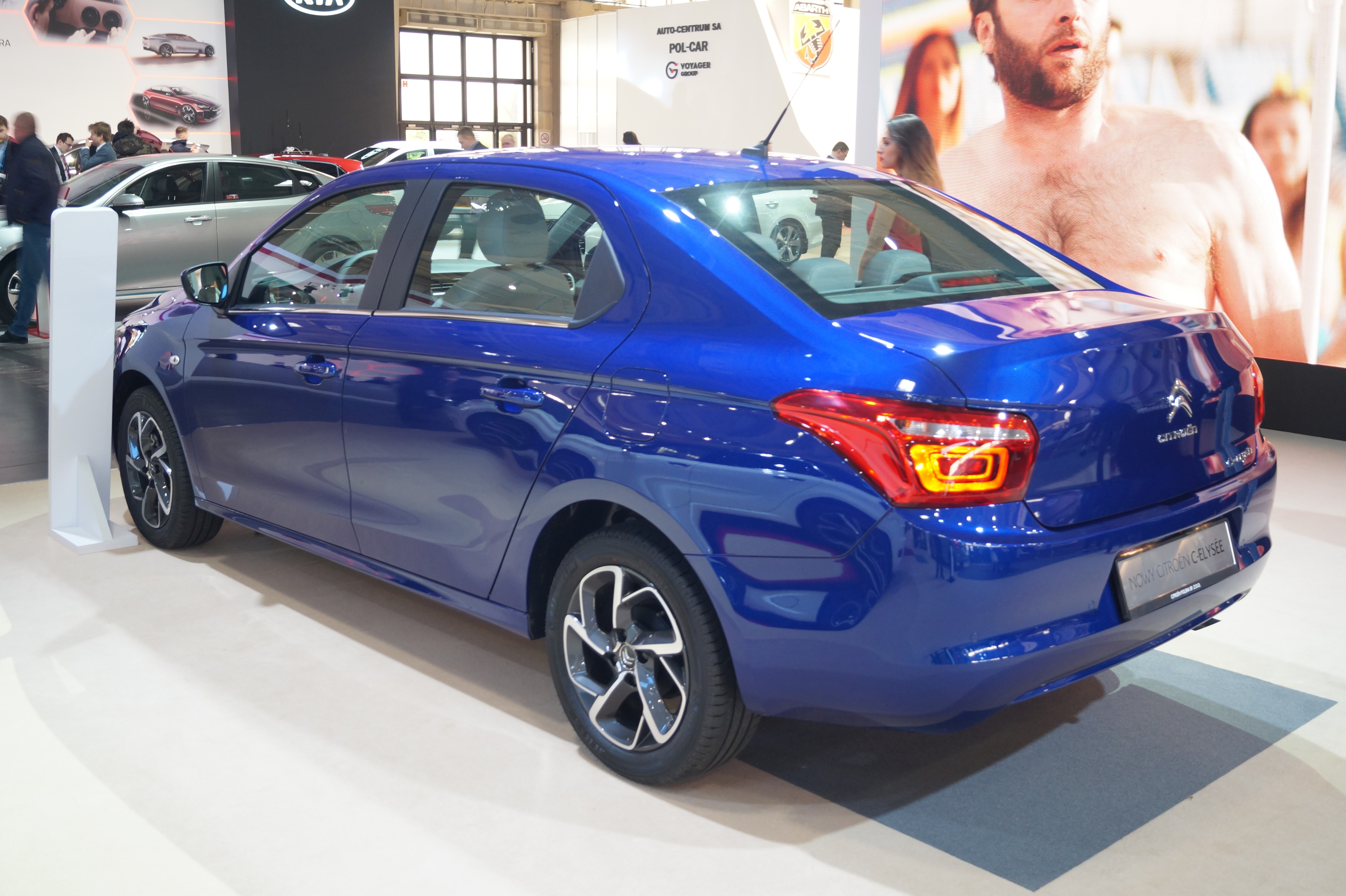
Citroën C-Elysée фаза 2

Оновлене друге покоління Citroen C-Elysee 2020 поставляється в 2 комплектаціях: Feel і Shine. Варіант Feel має інтер'єр із тканини, радіо, MP3, CD-плеєром, портом USB і Bluetooth. У версії Shine: 7-дюймовий дисплей інформаційно-розважальної системи, система інтеграції смартфонів MirrorScreen і шкіряні сидіння.
У Китаї C-Elysée був замінений у 2020 році на C3L, похідну від C3-XR, яка сама по собі є позашляховиком, похідним від C-Elysée. Тим не менш, C-Elysée все ще виробляється там в інших формах: Dongfeng випускає електричну версію, в основному призначену для використання в автошколах. Дана модель випускається під двома брендами:
- Dongfeng Junfeng EV30[9][10]. Цей транспортний засіб був випущений у 2018 році.
- Dongfeng Fukang e-Elysée[11], як частина спільного підприємства Dongfeng Peugeot-Citroën Automobiles. Бренд Fukang — це данина поваги китайському ZX, який в Китаї спочатку носив ім'я Fukang ZX. Модель вийшла у 2021 році.

У 2019 році C-Elysée була достроково виведена з французького ринку. У 2021 році його навіть вилучили з продажу в країні його виробництва, на іспанському ринку. Це не заважає продовжувати його виробництво у Віго (Іспанія) поряд з Peugeot 301 з метою підтримки попиту в інших країнах, таких як Чилі, Колумбія, Туреччина та Марокко.

### Будова автомобіля

#### Кузов
Кузов автомобілів C-Elysée типу чотиридверний седан, несучої конструкції, суцільнометалевий. Каркас кузова включає в себе основу, боковини, дах і деталі, з'єднані між собою електрозварюванням (точковою, шовною та дуговою). Кузов являє собою нерозбірну конструкцію, що володіє достатньою жорсткістю, і несе на собі всі агрегати автомобіля, навісні вузли кузова і деталі інтер'єру.

#### Двигуни
| Модель       | Об'єм см³ | Циліндри/ Клапани | Потужність кВт (к.с.) при об/хв | Крутний мемент Нм при об/хв | Роки виробництва |           |           |
| Бензинові    | Бензинові | Бензинові         | Бензинові                       | Бензинові                   | Бензинові        | Бензинові | Бензинові |
| ------------ | --------- | ----------------- | ------------------------------- | --------------------------- | ---------------- | --------- | --------- |
| 1.2 VTi      | 1199      | 3/12              | 53 (73) / 5500                  | 115 / 3000                  | з 2012           |           |           |
| 1.2 PureTech | 1199      | 3/12              | 60 (80) / 5500                  | 117 / 2750                  |                  |           |           |
| 1.6 VTi      | 1587      | 4/16              | 86 (115) / 5500                 | 155 / 4000                  | з 2012           |           |           |
| Дизельний    |           |                   |                                 |                             |                  |           |           |
| 1.5 BlueHDi  | 1499      | 4/16              | 73 (100) / 3500                 | 250 / 1750                  |                  |           |           |
| 1.6 HDi      | 1560      | 4/16              | 68 (92) / 4000                  | 230 / 1750                  | з 2012           |           |           |
| 1.6 BlueHDi  | 1560      | 4/16              | 73 (100) / 3750                 | 254 / 1750                  |                  |           |           |

#### Шасі
- Передня підвіска - незалежна, пружинна, типу MacPherson, стабілізатор поперечної стійкості.
- Задня підвіска - незалежна балка, пружинна, стабілізатор поперечної стійкості.
- Рульове управління - шестерня-рейка з електропідсилювачем.
- Радіус розвороту - 10,7.
- Передні гальма - дискові, вентильовані.
- Задні гальма - барабанні.
- Розмірність коліс - 185/65R15, 195/55R16.

### C-Elysée WTCC

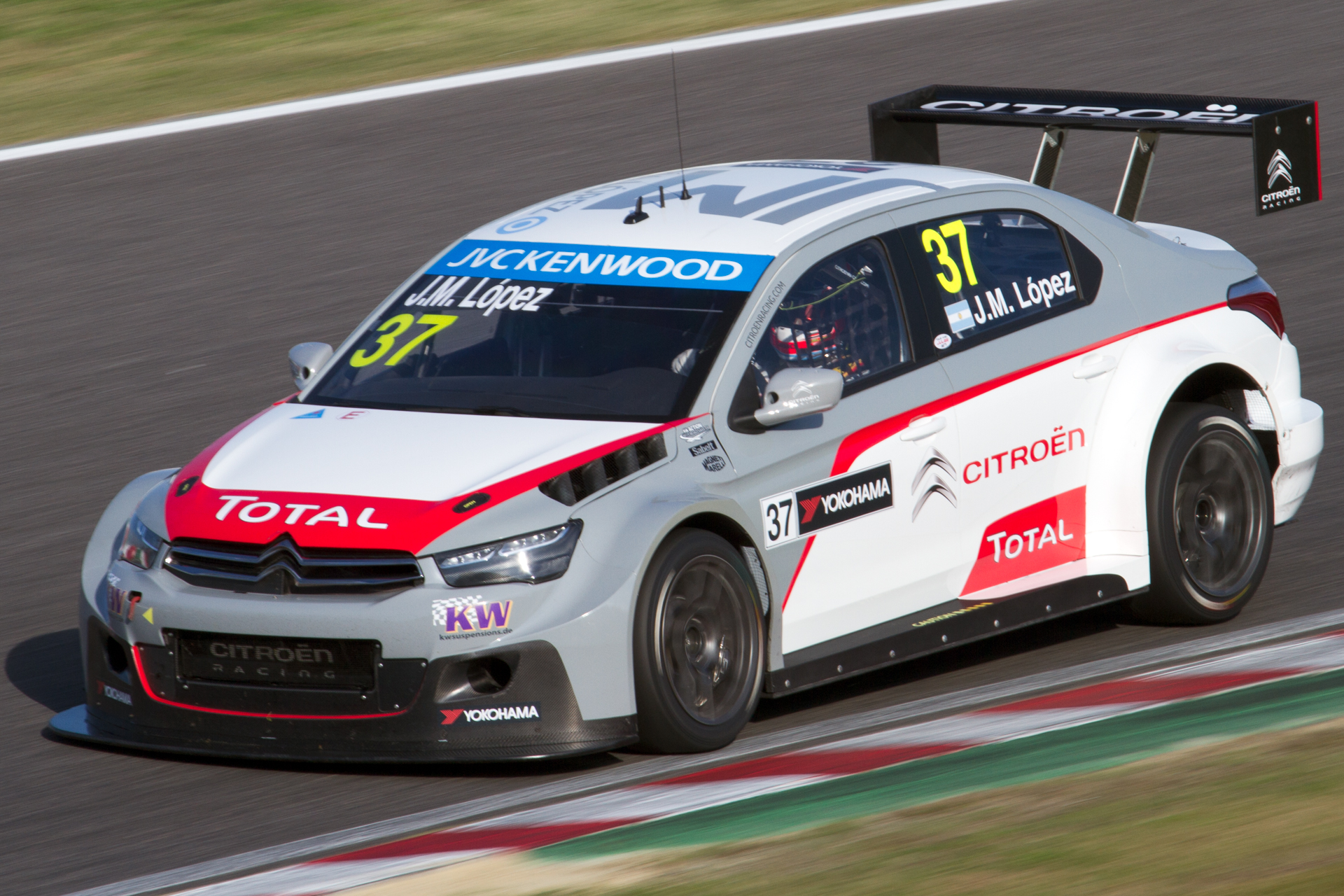
Citroën C-Elysée WTCC

Спеціально підготовлений Citroën C-Elysée з 2014 року буде брати участь у змаганнях WTCC.

### Продажі
| Рік  | Виробництво | Продажі |
| 2012 | 7,000       | 5,600   |
| 2013 | 59,400      | 56,200  |
| 2014 | 123,100     | 110,000 |